# Visages d'Orient
Pour plus de détails, voir Fiche technique et Distribution.
Visages d'Orient ou La Terre chinoise (titre original : The Good Earth) est un film américain réalisé par Sidney Franklin, avec des scènes supplémentaires non-créditées tournées par Victor Fleming et Gustav Machatý, sorti en 1937. Il s'agit d'une adaptation du best-seller La Terre chinoise de Pearl Buck.

## Synopsis
Chine, début du XXe siècle. Un jeune fermier est uni à une esclave de la "Noble Maison". Elle s'attelle de bon cœur aux tâches quotidiennes et aux travaux des champs, au rythme des saisons et des aléas climatiques. Naissent deux garçons et une fille. Une grande famine pousse les paysans à émigrer vers le Sud. La ville ne leur est guère hospitalière d'autant que la Révolution gronde. La mère échappe au poteau d'exécution et ramasse une bourse de pierres précieuses. Cette soudaine richesse les ramène vers leurs lopins de terre. Le père prend une deuxième épouse, qui sème le trouble dans le cœur du deuxième fils. Une invasion de criquets est combattue avec tout le village. La mère meurt apaisée par les paroles affectueuses de son époux le jour des noces de son fils.

## Fiche technique
- Titre : Visages d'Orient
- Autre titre : La Terre chinoise
- Titre original : The Good Earth
- Réalisation : Sidney Franklin, Victor Fleming et Gustav Machatý (ces deux derniers étant non crédités)
- Scénario : Talbot Jennings, Tess Slesinger, Claudine West et Marc Connelly (non crédité), d'après le roman La Terre chinoise (The Good Earth) de Pearl Buck
- Production : Albert Lewin et Irving Thalberg pour MGM
- Musique : Herbert Stothart et Edward Ward
- Photographie : Karl Freund et Charles G. Clarke (seconde équipe, non crédité ; extérieurs en Chine)
- Direction artistique : Cedric Gibbons, A. Arnold Gillespie, Harry Oliver et Edwin B. Willis
- Costumes : Herbert Neuwirth, Tom Gubbins (non crédités) et Dolly Tree
- Effets spéciaux : James Basevi
- Montage : Basil Wrangell (de)
- Budget estimé : 2 800 000 $
- Pays de production :  États-Unis
- Langue : anglais
- Format : Noir et blanc — 35 mm — 1,37:1 — Son : Mono
- Genre : Film dramatique
- Durée : 138 minutes
- Date de sortie : 
  - États-Unis : 29 janvier 1937

## Distribution
- Paul Muni : Wang
- Luise Rainer : O-Lan
- Walter Connolly : Oncle
- Tilly Losch : Lotus
- Charley Grapewin : Grand-père
- Jessie Ralph : Cuckoo
- Soo Yong : Tante
- Keye Luke : Fils aîné
- Roland Lui : Jeune fils
- Suzanna Kim : Little Fool
- Ching Wah Lee : Ching
- Harold Huber : Cousin
- Olaf Hytten : Liu
- William Law : Gateman
- Charles Middleton (non crédité) : Banquier

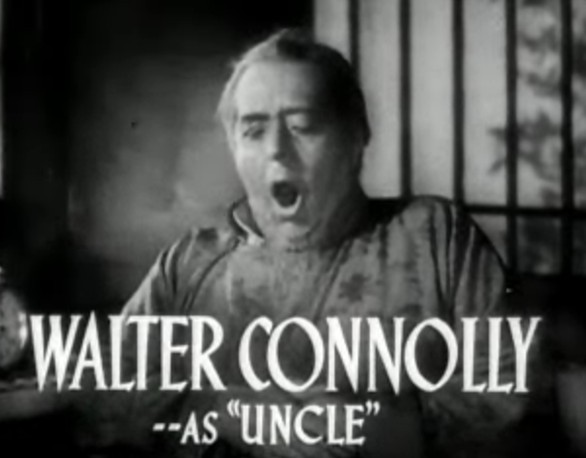
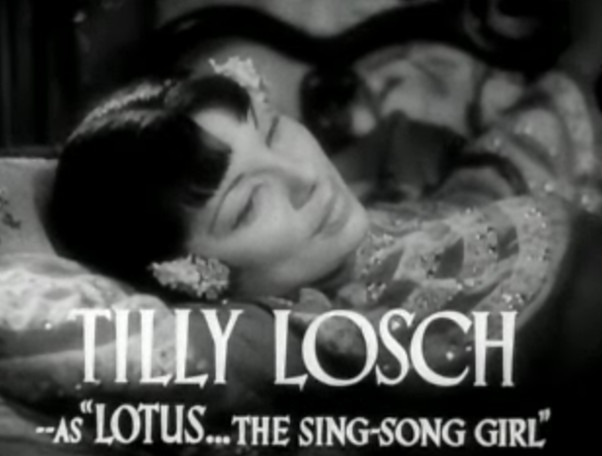
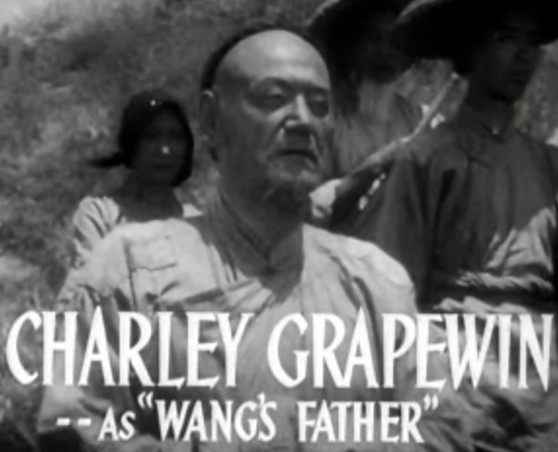
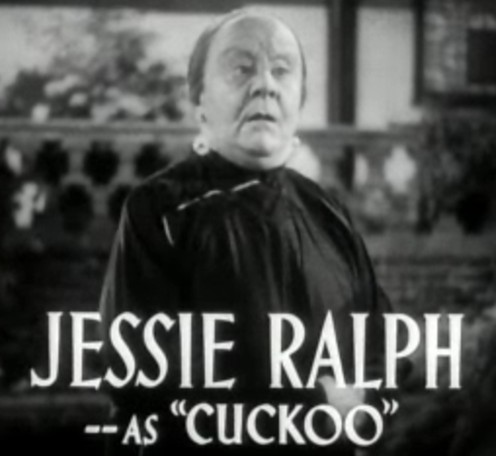

## Récompenses et distinctions
- Oscar de la meilleure actrice pour Luise Rainer
- Oscar de la meilleure photographie pour Karl Freund

## Controverse
Le film est notamment célèbre pour la controverse causée par le rejet, par la Metro-Goldwyn-Mayer, de la candidature de la sino-américaine Anna May Wong pour le rôle d'O-Lan, en raison du code de l'industrie cinématographique (Code Hays), interdisant les gestes intimes entre les diverses "races". L'acteur principal masculin étant de race blanche (Paul Muni), les producteurs considéraient impossibles de lui donner une partenaire asiatique. Ces derniers lui choisirent plutôt l'actrice Luise Rainer que l'on maquilla pour lui donner des traits chinois. La mini-série Hollywood, crée par Ryan Murphy et Ian Brennan, retrace notamment comment l'actrice sino-américaine, incarnée par Michelle Krusiec, fut écartée du film.